# Nederlands Koorfestival
Het Nederlands Koorfestival is een tweejaarlijks koorfestival in Nederland.
In de voorrondes doen ongeveer 200 koren mee in de categorieën licht, klassiek, senior, junior en open. De koren met het hoogste puntenaantal strijden tegen elkaar in de uiteindelijke finale.

## Winnaars
- 2008: Close harmony koor Leeuwenhart.
- 2010: De Windh uit Tilburg.
- 2012: Jeugdkoor Ruach uit Katwijk.
- 2014: DEKOOR uit Utrecht onder leiding van dirigent Christoph Mac-Carty.
- 2016: Vocaal ensemble Quint uit Venlo. De dirigent, Esther Zaad, werd tevens uitgeroepen tot dirigent van het jaar.
- 2018: MAZE Voices uit Rotterdam. De dirigent, Merel Martens, werd tevens uitgeroepen tot dirigent van het jaar.